# Bess Meredyth
Bess Meredyth (Buffalo, 12 februari 1890 – Los Angeles, 13 juli 1969) was een Amerikaans scenarioschrijfster en actrice. Ze was een van de 36 stichtende leden van de Academy of Motion Picture Arts and Sciences.

## Levensloop
Meredyth begon haar Hollywoodcarrière in 1915 als scenarioschrijfster. Destijds was dat een van de weinige domeinen in de filmindustrie waar mannen en vrouwen op hetzelfde niveau werkzaam waren. In de jaren 20 schreef ze een reeks scenario's voor de filmmaatschappij MGM. In de jaren daarop groeide zij samen met Frances Marion uit tot een van de best betaalde vrouwelijke scenaristen van haar tijd. Enkele van haar bekendste draaiboeken dateren uit de periode vanaf 1934, toen zij door filmproducent Darryl F. Zanuck in dienst werd genomen bij de pas opgerichte filmstudio 20th Century Fox. Haar scenario's voor de films A Woman of Affairs (1928) en Wonder of Women (1929) onder regie van Clarence Brown werden genomineerd voor de Oscar voor beste bewerkte scenario.
Uit haar tweede huwelijk tussen 1917 en 1927 met de acteur Wilfred Lucas werd haar enige kind geboren, de latere scenarioschrijver John Meredyth Lucas. Van 1929 tot 1962 was ze getrouwd met de filmregisseur Michael Curtiz.

## Filmografie (selectie)
- 1912: A Sailor's Heart
- 1914: The Forbidden Room
- 1914: The Trey o' Hearts
- 1914: The Fascination of the Fleur de Lis
- 1915: Stronger Than Death
- 1916: The Wedding Guest
- 1917: Pay Me!
- 1918: That Devil, Bateese
- 1920: The Man from Kangaroo
- 1920: The Jackeroo of Coolabong
- 1921: The Grim Comedian
- 1921: The Shadow of Lightning Ridge
- 1922: The Woman He Married
- 1922: The Song of Life
- 1922: One Clear Call
- 1922: Rose o' the Sea
- 1923: The Dangerous Age
- 1924: Thy Name Is Woman
- 1924: The Red Lily
- 1925: A Slave of Fashion
- 1925: The Love Hour
- 1926: Don Juan
- 1927: The Magic Flame
- 1928: Yellow Lily
- 1928: The Scarlet Lady
- 1928: A Woman of Affairs
- 1929: Wonder of Women
- 1930: The Sea Bat
- 1930: Our Blushing Brides
- 1930: Romance
- 1931: Laughing Sinners
- 1931: West of Broadway
- 1934: The Affairs of Cellini
- 1934: The Mighty Barnum
- 1936: Charlie Chan at the Opera
- 1940: The Mark of Zorro
- 1947: The Unsuspected